# Kersault
Der Kersault ist ein kleiner Fluss in Frankreich, der im Département Côtes-d’Armor in der Region Bretagne verläuft. Er entspringt an der Gemeindegrenze von Kergrist-Moëlou und Locarn, entwässert anfangs in südlicher Richtung, dreht dann auf Westnordwest und mündet nach rund 17 Kilometern an der Gemeindegrenze von Locarn und Trébrivan als linker Nebenfluss in die Hyère. Im Mündungsabschnitt quert der Kersault die Bahnstrecke Guingamp–Carhaix.

## Orte am Fluss
(Reihenfolge in Fließrichtung)
- Follézou Braz, Gemeinde Locarn
- Coat-Moëlou, Gemeinde Kergrist-Moëlou
- Kervouac’h, Gemeinde Maël-Carhaix
- Locarn
- Kerpirit, Gemeinde Locarn
- La Boissière Buis, Gemeinde Trébrivan